# Top Gun (película)
Top Gun (conocida como Top Gun: Ídolos del aire en España, Top Gun: Pasión y gloria en Hispanoamérica y Top Gun: Reto a la gloria en Chile) es una película estadounidense de acción, drama y romance de 1986, dirigida por Tony Scott y protagonizada por Tom Cruise y Kelly McGillis. La trama sigue a Pete "Maverick" Mitchell, un joven aviador naval a bordo del portaaviones USS Enterprise. Él y su Oficial de Intercepción de Radar, el teniente Nick "Goose" Bradshaw tienen la oportunidad de entrenar en la Escuela de Armas de Combate de la Marina de los EE. UU. en la Estación Aérea Naval de Miramar en San Diego, California.
Gran parte del éxito de la película se debe a las espectaculares escenas en el aire combinadas con una banda sonora emocionante, destacando el tema Danger Zone, de Kenny Loggins (conocido también por Footloose) y Take My Breath Away, de Berlin. La banda sonora se ha convertido desde entonces en una de las bandas sonoras de películas más populares hasta la fecha, alcanzando la certificación 9x Platino. Posteriormente, Tony Scott repitió fórmula con la película Días de trueno (1990) con el mismo actor protagonista.
Top Gun se estrenó el 16 de mayo de 1986 y tras su estreno, la película recibió críticas mixtas de los críticos. Cuatro semanas después del estreno, la cantidad de cines que la mostraban aumentó en un 45%. A pesar de su reacción crítica mixta inicial, la película fue un gran éxito comercial, recaudando $356 millones contra un presupuesto de producción de $15 millones. La película mantuvo su popularidad a lo largo de los años y obtuvo un relanzamiento en IMAX 3D en 2013.
En 2015, la Biblioteca del Congreso de los Estados Unidos seleccionó la película para su conservación en el Registro Nacional de Cine, encontrándola "cultural, histórica o estéticamente significativa". Una secuela, titulada Top Gun: Maverick, fue lanzada 36 años después, el 27 de mayo de 2022, con éxito comercial y de crítica.

## Argumento
El texto de apertura menciona cómo en 1969, la  Marina de los EE. UU. estableció una escuela para pilotos de combate. Se la conoce oficialmente como Escuela de Armas de Combate, pero los reclutas la llaman «Top Gun». Vemos varios reclutas y hombres de la Marina en los barcos donde los pilotos despegan o aterrizan.
El teniente Pete Mitchell, conocido como «Maverick» (Tom Cruise), es un talentoso y rebelde aviador de Grumman F-14 Tomcat de la Armada de los Estados Unidos. Maverick es el hijo de un piloto que participó en la guerra de Vietnam, que fue derribado en circunstancias misteriosas y fue dado por desaparecido en combate debido a errores cometidos por él mismo, por lo que Maverick está luchando todo el tiempo por librarse de la mala fama que cayó sobre su nombre por los supuestos fallos de su padre.
La película comienza con Maverick y su oficial de Radar e Intercepción, Nick «Goose» Bradshaw (Anthony Edwards), a quien Maverick considera como su única familia, junto con otro caza F-14 interceptando dos objetos localizados en el radar: dos aviones rusos MiG-28 (Northrop F-5) a los cuales no pueden enfrentarse sin provocación. Maverick emplea una arriesgada maniobra en G negativa para situarse en paralelo invertido a uno de los MiG y así sacar una fotografía. A su vez, el piloto del otro F-14, Bill «Cougar» Cortell (John Stockwell), sufre una crisis nerviosa cuando el otro MiG los ubica en su punto de mira y activa su IFF. Ambos F-14 deben regresar al portaaviones debido a que están escasos de combustible, sin embargo, Cougar no puede debido a su ataque de pánico. Maverick se arriesga heroicamente pese a carecer casi de combustible y consigue acompañar de manera exitosa al otro F-14 de regreso al portaaviones.
Cougar se retira del servicio al sufrir la crisis nerviosa, temiendo perder a su esposa e hijo. Maverick y Goose son ascendidos pese a las reticencias de su superior y enviados a la Escuela de Armas de Combate, conocida coloquialmente como «Top Gun» en Miramar, California. Allí se probarán junto a los mejores aviadores navales.
Maverick y Goose llegan a la escuela, donde entablan una rivalidad con Tom «Iceman» Kazansky (Val Kilmer), considerado el mejor piloto de su promoción. Maverick demuestra sus habilidades, pero se gana reprimendas debido a su carácter arrogante e indisciplinado. También conoce a Charlotte «Charlie» Blackwood (Kelly McGillis), instructora civil y experta del Departamento de Defensa, quien había quedado impresionada por la maniobra de Maverick con el MiG. Ambos se enamoran y mantienen una relación clandestina.
En uno de los ejercicios prácticos de combate simulado, durante una persecución de uno de los instructores, Iceman se retira de delante de Maverick y provoca accidentalmente con la estela de su avión el apagado repentino de ambos motores en el avión de Maverick y Goose, lo que causa que el avión entre en barrena y caiga rápidamente hacia el mar. Ambos pilotos se eyectan no sin dificultad, pero Goose se golpea la cabeza con la cubierta de la carlinga y muere antes de caer al mar. Torturado por la pérdida, Maverick se culpa del accidente y es incapaz de mirar a la cara a la viuda de su mejor amigo, Carol (Meg Ryan). Incluso comienza a dudar de sus capacidades de pilotaje y se plantea abandonar la academia. El instructor de la división Top Gun, Mike «Viper» Metcalf (Tom Skerritt), le revela entonces a Maverick el destino de su padre, quien cayó en combate en Vietnam mientras ayudaba a rescatar a varios pilotos en pleno vuelo; Viper había sido su compañero, pero el incidente permaneció oculto al tratarse de una misión secreta. Charlie intenta convencer a Maverick de que debe continuar su carrera como piloto, informándole de que va a ser trasladada a Washington D. C.
Maverick decide que ser piloto es su auténtica pasión y consigue graduarse en la academia Top Gun, aunque el primer puesto es obtenido por Iceman, culminando así su enfrentamiento. Inmediatamente surge una crisis real cuando los pilotos son asignados a una misión de protección a un barco estadounidense a la deriva en aguas internacionales del océano Índico. Dos F-14 (uno de ellos el de Iceman) se topan con un escuadrón de cinco MiG enemigos; uno de los F-14 es derribado y Iceman se encuentra en grave peligro. Maverick es enviado en apoyo de Iceman, el cual se halla acosado por los MiG; en ese momento, Maverick sufre una crisis nerviosa ante los aviones enemigos y parece retirarse del combate. Finalmente, invocando la memoria de su difunto amigo Goose, recupera su autoestima y se lanza en ayuda de Iceman, consiguiendo derribar a tres aviones enemigos, retirándose los MiG restantes. Maverick y Iceman regresan al portaaviones, donde son jaleados por los tripulantes; Iceman felicita a su compañero por su acto y sellan su reconciliación.
Maverick es designado por petición suya para convertirse en instructor en Top Gun. La película culmina en un bar, cuando Charlie pone la música con la cual Maverick intentó conquistarla en su primer encuentro. Charlie le informa de que pretende quedarse en Top Gun junto con Maverick.

## Reparto
| Personaje                     | Actor original Estados Unidos | Actor de doblaje Los Ángeles (doblaje original) | Actor de doblaje Hispanoamérica (redoblaje) | Actor de doblaje España |
| ----------------------------- | ----------------------------- | ----------------------------------------------- | ------------------------------------------- | ----------------------- |
| Pete "Maverick" Mitchell      | Tom Cruise                    | Javier Pontón                                   | Arturo Mercado Jr.                          | Jordi Brau              |
| Charlotte "Charlie" Blackwood | Kelly McGillis                | Sofía Agrama                                    | Dulce Guerrero                              | María Luisa Solá        |
| Tom "Iceman" Kazansky         | Val Kilmer                    | Leonardo Araujo                                 | Óscar Flores                                | Luis Fenton             |
| Nick "Goose" Bradshaw         | Anthony Edwards               | Juan Alfonso Carralero                          | José Antonio Macías                         | Pep Antón Muñoz         |
| Mike "Viper" Metcalf          | Tom Skerritt                  | Ignacio Campero                                 | Humberto Solórzano                          | Camilo García           |
| Carol Bradshaw                | Meg Ryan                      | Ruth Toscano                                    | Mildred Barrera                             | Marta Tamarit           |
| Rick "Jester" Heatherly       | Michael Ironside              | Alejandro Abdalah                               | Octavio Rojas                               | Dionisio Macías         |
| Bill "Cougar" Cortell         | John Stockwell                | Jesús Brock                                     | Enzo Fortuny                                | Luis Posada             |
| Sam "Merlin" Wells            | Tim Robbins                   | Roberto Carrillo                                |                                             | Alberto Mieza           |
| Ron "Slider" Kerner           | Rick Rossovich                | Jorge García                                    | Andrés Gutiérrez Coto                       | Gonzalo Abril           |
| Rick "Hollywood" Neven        | Whip Hubley                   | Carlos Stevenson Jr.                            | Héctor Moreno                               | Pere Molina             |
| Leonard "Wolfman" Wolfe       | Barry Tubb                    |                                                 | Irwin Daayán                                | Francesc Figuerola      |
| Marcus "Sundown" Williams     | Clarence Gilyard Jr.          | Ulises Cuadra                                   | Noé Velázquez                               |                         |
| Tom "Stinger" Jordan          | James Tolkan                  | Guillermo Romano                                | Gabriel Pingarrón                           | Josep María Ullod       |
| Capitán de vuelo              | Mark Gadbois                  | Juan Cuadra                                     | Alejandro Mayén                             |                         |

Créditos técnicos (España)
- Estudio de doblaje: Sonoblok, Barcelona
- Director de doblaje: Camilo García
- Traductor: Guillermo Ramos
- Grabación y mezcla de diálogos: Guillermo Ramos
- Producción de doblaje: Paramount Films España S.A.
- Fecha de grabación: 16 de mayo de 1986

Créditos técnicos (Los Ángeles)
- Estudio de doblaje: Intersound, Los Ángeles
- Director de doblaje: Javier Pontón
- Traductor: Rubén Arvizu
- Producción de doblaje: Paramount Network
- Fecha de grabación: 13 de mayo de 1987

Créditos técnicos (México)
- Estudio de doblaje: SDI Media de México, Ciudad de México
- Director de doblaje: José Antonio Macías
- Traductor: Moisés Palacios
- Producción ejecutiva: Eduardo Giaccardi
- Producción de doblaje: Paramount Network
- Fecha de grabación: 15 de mayo de 2007

## Secuela
Según MTV Movies Blog, Paramount Pictures le ha hecho ofertas al productor Jerry Bruckheimer y al director Tony Scott para desarrollar una secuela de Top Gun. Durante sus rondas de prensa para promocionar la película Unstoppable, Scott no sólo confirmó que ya ha firmado para la película, sino que además puso de manifiesto algunas de sus ideas. 
"No estoy esperando un guion (por parte de Christopher McQuarrie). Voy a hacer mi tarea. Yo voy a ir a Fallon, Nevada, que es un mundo completamente diferente ahora", dijo al sitio Hitfix. "Estos expertos en computadoras - estos chicos - juegan juegos de guerra en un tráiler en Fallon, Nevada, y si alguna vez fuéramos a la guerra o estuviéramos en el Medio Oriente o el Lejano Oriente o donde sea, estos chicos pueden volar aviones. Aeronaves no tripuladas. Las operaran y luego están de fiesta toda la noche". 
Dijo que la idea de cambiar a los pilotos de combate por expertos en computadora se le ocurrió durante una escala en Las Vegas durante un vuelo. Estaba sentado junto a un joven que estaba enfermo por estar de fiesta toda la noche. Cuando el director le preguntó lo que hace para ganarse la vida, el hombre respondió que trabajaba con aviones no tripulados en la Fuerza Aérea. 
"Ellos operan estos aviones como si fueran juegos de guerra, pero es de verdad", dijo Scott. "Este mundo me fascinó, porque era muy diferente de lo que fue originalmente. Pero no quiero hacer un remake. No quiero hacer una reinvención. Quiero hacer una película nueva", aseguró.
Además, no quiso comentar si Tom Cruise repetiría su papel en esta posible secuela.
Top Gun: Maverick, secuela del filme Top Gun, ha terminado su producción, con su estreno final el 27 de mayo de 2022 en Estados Unidos.

## Miscelánea
- La película ganó el premio Óscar a la Mejor canción Original por la canción "Take my breath away", de Berlin.

- La película constituyó un éxito completo de reclutamiento para la Armada y la Fuerza Aérea de los Estados Unidos. Según la Armada, luego del estreno del film, los niveles de reclutamiento se elevaron en más del 500%.

- La instructora interpretada por Kelly McGillis iba a ser en un principio una oficial de la US Navy; pero los militares se opusieron a que alguien de la milicia ligara con otro miembro de la Armada, y además de inferior rango.[2]

- Gracias a este éxito la Paramount fue durante algunos años la productora de moda para los militares y Jerry Bruckheimer el productor que mejores producciones conseguía. Gracias a esto pudo realizar otras obras como Black Hawk Down (Black Hawk derribado en España o La caída del Halcón Negro en otros países) que, sin la ayuda del Ejército, no hubiera sido posible.[2]

- Los aviones que aparecen como MiG-28 en la película son en realidad Northrop F-5E Tiger II estadounidenses, pertenecientes a los escuadrones agresores de la US Navy (dedicados a estudiar las tácticas de los aviones enemigos para simularlas en vuelo y entrenar así a los propios pilotos para luchar contra ellas), por lo que están pintados de negro y tienen insignias que simulan las de un país comunista indeterminado. Cabe aclarar que el MiG-28 no existe en realidad, ya que todos los MiGs fabricados hasta la actualidad siguen la tradición de ser numerados de manera impar, como ocurre por ejemplo con el MiG 23 Flogger o el MiG 29 Fulcrum.

- Los F-14, los aviones pilotados por Tom Cruise y Val Kilmer, fueron dados de baja en la US Navy en 2006;[3] pero los instructores contra los que luchan en Miramar siguen en servicio.[4] Sin embargo, los F-14 continúan operativos en la Fuerza Aérea de la República Islámica de Irán, la cual ha conseguido mantener en vuelo un pequeño número de los que compró el gobierno proestadounidense del sah hace casi treinta años. Otro avión famoso es el Skyhawk A4B (en la ficción el avión agresor de la escuela) que entre otras cosas fue utilizado en la guerra de Malvinas.

- Val Kilmer ha comentado que desde que participó del film no puede pisar un aeropuerto sin que alguien le haga la broma de repetirle este dialógo: "¡Ey tú! Aún eres peligroso, pero puedes volar conmigo cuando quieras", la cual su personaje ("Iceman") le dice a "Maverick" (el personaje interpretado por Cruise) al final de la película.

- Top Gun ha sido parodiada en el filme Hot Shots! de 1991, protagonizada por Charlie Sheen, Lloyd Bridges y Valeria Golino. Esta película parodia multitud de escenas de otras películas famosas de los años 80.

- Durante el rodaje falleció en un accidente aéreo el piloto y camarógrafo de vuelo Art Scholl cuando su avión Pitts S-2 no se recuperó de una entrada en pérdida y se hundió en el Océano Pacífico. Las últimas palabras de Scholl fueron "Tengo un problema - tengo un problema real". La causa del accidente fue una barrena plana, que en situaciones normales no debería haber sido un problema para el piloto experimentado. Sin embargo, cuando filmaba el giro, el peso extra de las cámaras hizo que la fuerza centrífuga lo retuviera en un giro en espiral hacia su muerte. Nunca se recuperó el avión ni el cuerpo del piloto.

- La última línea de créditos al final de la película dice "Esta película está dedicada a la memoria de Art Scholl".

- Este film fue todo un gran éxito en taquilla, logrando recaudar a nivel mundial más de 356 millones de dólares con un presupuesto de apenas 15 millones.

- Val Kilmer fue nominado en 1986 al Óscar al mejor actor de reparto por interpretar a Tom “Iceman” Kazanski en Top Gun.

## Fechas de estreno mundial
| País                                                                          | Fecha de estreno                   |
| ----------------------------------------------------------------------------- | ---------------------------------- |
| Alemania                                                                      | Jueves 7 de agosto de 1986         |
| Argentina                                                                     | Jueves 23 de octubre de 1986       |
| Australia                                                                     | Jueves 31 de julio de 1986         |
| Austria                                                                       | Viernes 8 de agosto de 1986        |
| Bélgica                                                                       | Miércoles 10 de septiembre de 1986 |
| Belice · Costa Rica · El Salvador · Guatemala · Honduras · Nicaragua · Panamá | Miércoles 29 de octubre de 1986    |
| Brasil                                                                        | Jueves 18 de septiembre de 1986    |
| Chile                                                                         | Jueves 25 de diciembre de 1986     |
| Colombia                                                                      | Jueves 25 de diciembre de 1986     |
| Dinamarca                                                                     | Viernes 8 de agosto de 1986        |
| Ecuador                                                                       | Miércoles 17 de diciembre de 1986  |
| Egipto                                                                        | Lunes 5 de octubre de 1987         |
| España                                                                        | Jueves 21 de agosto de 1986        |
| Estados Unidos · Canadá                                                       | Viernes 16 de mayo de 1986         |
| Filipinas                                                                     | Miércoles 16 de julio de 1986      |
| Finlandia                                                                     | Viernes 1 de agosto de 1986        |
| Francia                                                                       | Miércoles 17 de septiembre de 1986 |

| País                 | Fecha de estreno                |
| -------------------- | ------------------------------- |
| Grecia               | Jueves 23 de octubre de 1986    |
| Hong Kong            | Jueves 24 de julio de 1986      |
| Israel               | Viernes 29 de agosto de 1986    |
| Italia               | Jueves 25 de septiembre de 1986 |
| Japón                | Sábado 6 de diciembre de 1986   |
| Líbano               | Viernes 10 de octubre de 1986   |
| Malasia              | Jueves 14 de agosto de 1986     |
| México               | Jueves 6 de agosto de 1987      |
| Noruega              | Jueves 7 de agosto de 1986      |
| Nueva Zelanda        | Viernes 15 de agosto de 1986    |
| Países Bajos         | Jueves 31 de julio de 1986      |
| Perú                 | Jueves 18 de diciembre de 1986  |
| Portugal             | Viernes 7 de noviembre de 1986  |
| Reino Unido Irlanda  | Viernes 3 de octubre de 1986    |
| República Dominicana | Jueves 25 de diciembre de 1986  |
| Singapur             | Jueves 21 de agosto de 1986     |
| Sudáfrica            | Viernes 27 de junio de 1986     |
| Suecia               | Viernes 4 de julio de 1986      |
| Suiza                | Viernes 8 de agosto de 1986     |
| Tailandia            | Sábado 2 de mayo de 1987        |
| Taiwán               | Sábado 26 de julio de 1986      |
| Uruguay              | Jueves 25 de diciembre de 1986  |
| Venezuela            | Miércoles 22 de octubre de 1986 |